# Nikolaikirche (Zeitz)
Die Nikolaikirche in Zeitz, ursprünglich Trinitatiskirche, im sachsen-anhaltischen Burgenlandkreis ist eine 1891 gebaute und heute nur noch als Ruine erhaltene Kirche. Sie wurde etwa zu Beginn der 1980er Jahre von der Kirchgemeinde aufgegeben.

## Geschichte
Nachdem die Vorgängerkirche 1823 abgerissen wurde, konnte 1891 ein neuer Bau auf dem Nikolaiplatz geweiht werden. Ursprünglich hieß sie Trinitatiskirche. Geplant wurde sie von Karl Memminger. Ausgeführt ist der Klinkerbau als Saalkirche mit Drei-Konchen-Chor. Die Fenster sind zwei- und dreibahnig ausgeführt.
Ein Teil des ursprünglichen Geläuts stammte aus dem 15. Jahrhundert aus dem Zeitzer Dom (zwei Glocken) und kam 1891 zusammen mit einer dritten Glocke in die Nikolaikirche. Die kleinste Domglocke verscholl in der ersten Hälfte des 20. Jahrhunderts, die beiden alten Glocken sollten zunächst an die Laurentiuskirche nach Halle verkauft werden. Mittels Spenden wurden jedoch zwei neue Glocken für die Laurentiuskirche erstanden und die beiden alten Glocken der Nikolaikirche kamen ins Torhaus des Zeitzer Domes zurück, wo sie bereits ab dem 17. Jahrhundert hingen.
Aufgrund des sandigen Untergrundes soll es statische Probleme gegeben haben, so dass die Kirche aufgrund der Baufälligkeit seit Beginn der 1970er Jahre nicht mehr genutzt wurde. 1998 löste ein Blitzeinschlag im Turm einen Dachbrand aus, woraufhin ein Teil des Kreuzrippengewölbes einstürzte und die Glocke in das Kirchenschiff fiel.

## Gegenwart
Anfang Mai 2023 wurde der Sakralbau mit rund 800 Quadratmetern Nutzfläche samt umgebenden Kirchhof von 4.089 Quadratmetern Grundfläche bei einer Auktion für den Mindestbetrag von 10.000 Euro angeboten. Der Auktionserlös Anfang Juni 2023 in Leipzig betrug 27.000 Euro. Der neue Eigentümer hat mit Sicherungsarbeiten begonnen, um zunächst die Kirche wieder zugänglich zu machen. Bis 2025 wurde der Dachstuhl saniert und das Gebäude statisch gesichert und dient nun als Veranstaltungsraum und Herbergskirche. Zudem wurde ein Biergarten eingerichtet.
Grundstück und Sakralbau sind lange Zeit zugänglich und Ziel zahlreicher Lost-Places-Interessierter gewesen, wie zahlreiche Fotos und Videos im Internet belegen.